# Bruised Orange
Bruised Orange är ett musikalbum av John Prine. Albumet var hans femte studioalbum och det första av tre han gjorde för bolaget Asylum Records. Hans sista album för Atlantic Records, Common Sense från 1975 hade fått ett dåligt mottagande av kritiker och Prine väntade tre år innan han gav ut Bruised Orange på sitt nya bolag. Han hade också problem med att hitta en producent, men lät slutligen sin vän Steve Goodman producera. Albumet spelades in i januari till mars 1978 i Chicago.
Albumet nådde plats 116 på Billboard 200-listan.

## Låtlista
(låtar utan angiven upphovsman av John Prine)
1. "Fish and Whistle" – 3:14
2. "There She Goes" – 3:24
3. "If You Don't Want My Love" (Prine, Phil Spector) – 3:05
4. "That's the Way That the World Goes 'Round" – 3:20
5. "Bruised Orange (Chain of Sorrow)" – 5:21
6. "Sabu Visits the Twin Cities Alone" – 2:53
7. "Aw Heck" – 2:20
8. "Crooked Piece of Time" – 2:52
9. "Iron Ore Betty" – 2:42
10. "The Hobo Song" – 3:31